# Sabrina Carpenter
Sabrina Annlynn Carpenter, född 11 maj 1999 i Quakertown i Pennsylvania, är en amerikansk sångare och skådespelare. Hon spelade 2014–2017 rollen som den upproriska Maya Hart i Disney Channel-serien Här är ditt liv, Riley. Därefter skrev hon kontrakt med Disney-ägda Hollywood Records, där hon 2014 släppte debutsingeln "Can't Blame a Girl for Trying". Sedan följde studioalbumen Eyes Wide Open (2015), Evolution (2016), Singular: Act I (2018) och Singular: Act II (2019).
2021 bytte Carpenter bolag till Island Records, vilket producerade hennes femte studioalbum Emails I Can't Send (2022). Albumet kompletterades av singlarna "Nonsense" och "Feather". Hennes sjätte studioalbum, Short n' Sweet (2024), toppade USA:s försäljningslista Billboard 200 och producerade även singlarna "Espresso", "Please Please Please" och "Taste" – alla nådde topp 3 på Billboard Hot 100-listan. Albumet vann också två Grammy-priser.
Carpenters musik och scenframträdanden på senare år har ofta inkluderat sexuella inslag eller antydningar. Marknadsföringen av det kommande sjunde studioalbumet Man's Best Friend (2025), föregånget av den amerikanska listettan "Manchild", är inget undantag från denna trend.
På bioduken har Carpenter synts i filmer som Uppdrag: Barnvakt (2016), The Hate U Give (2018), The Short History of the Long Road (2019), Clouds (2020) och Emergency (2022). Hon har även medverkat i Netflix-produktionerna Tall Girl (2019), Tall Girl 2 (2022) och Work It. På teaterscenen har Carpenter porträtterat "Cady Heron" i Broadway-versionen av Mean Girls.

## Biografi

### Tidiga år
Sabrina Carpenter är dotter till David och Elizabeth Carpenter. Hon föddes i Quakertown och växte upp i East Greenville – båda två mindre orter i östra Pennsylvania strax söder om Allentown. Hon har tre äldre systrar och fick som barn hemundervisning. Syskonen har skådespelerskan Nancy Cartwright till moster.
Vid sex års ålder började Carpenter ta sånglektioner. När hon var tio började hon posta videor på Youtube, där hon sjöng sånger av Christina Aguilera och Adele. I syfte att främja hennes starka musikintresse byggde fadern en hemmastudio.

### 2009–2014: Genombrott hos Disney
I oktober 2008 var Carpenter en av 7 000 sökande till en sångtävling vid namn The Next Miley Cyrus Project, arrangerad av Miley Cyrus. 2010 placerade hon sig som trea i tävlingen. Runt denna tid skrev den elvaåriga Carpenter kontrakt med artistmanagern Bill Perlman.
Carpenters första roll som skådespelare var som gästroll 2011 i den tolfte säsongen av NBC:s dramaserie Law & Order: Special Victims Unit. Ungefär samtidigt uppträdde hon som del av Hunan Broadcasting System-programmet Gold Mango Audience Festival, där hon sjöng "Something's Got a Hold on Me". Sommaren 2013 hade Carpenter en återkommande roll i situationskomedin The Goodwin Games på Fox. Hon syntes även i skräckkomedin Horns vid sidan av Daniel Radcliffe. Dessutom spelade hon in låten "Smile" för samlingsalbumet Disney Fairies: Faith, Trust, and Pixie Dust. Carpenter gav röst åt prinsessan Vivian i den animerade TV-serien Sofia den första, där hon även sjöng sången "All You Need" tillsammans med Ariel Winter.
I januari 2013 gavs Carpenter rollen "Maya Hart" i TV-serien Här är ditt liv, Riley på Disney Channel. Serien avslutades 2017, efter sammanlagt 72 avsnitt. Carpenter sjöng även på signaturlåten till TV-serien, vid sidan av seriens andra huvudrollsskådespelare Rowan Blanchard. Parallellt hördes Carpenter mellan 2010 och 2013 med ett antal "promotion"-singlar, innan hon 2014 tecknade ett femårskontrakt med det Disney-ägda skivbolaget Hollywood Records.

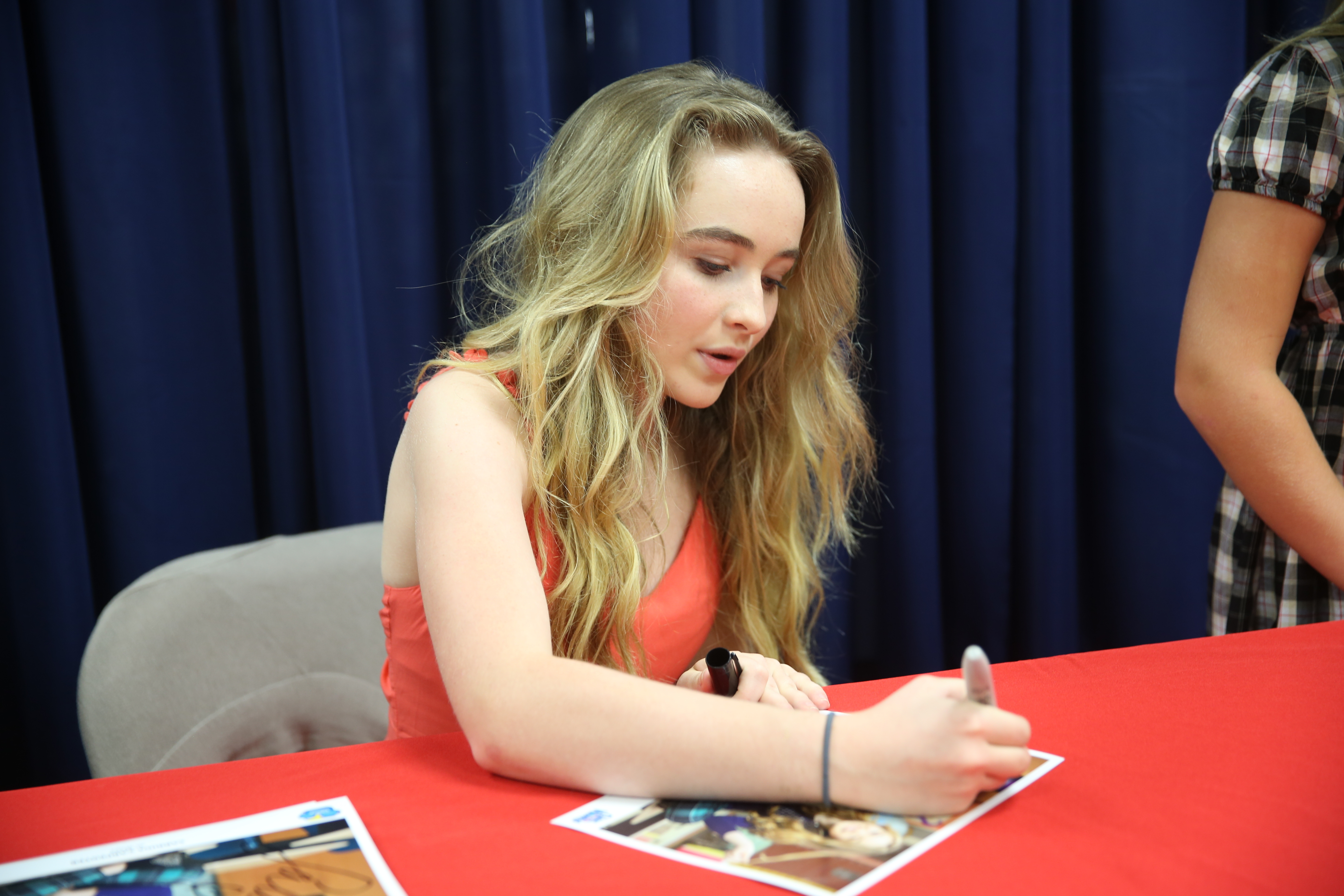
Carpenter skriver autografer vid ett besök på Marine Corps Air Station Cherry Point i North Carolina, 2014.

Carpenters debutsingel "Can't Blame a Girl for Trying", skriven tillsammans med Meghan Trainor släpptes i mars 2014. Den fick ett positivt mottagande, och hennes debut-EP en månad gavs samma titel. I juli bidrog Carpenter med sång till en nyinspelning av 'sången "Do You Want to Build a Snowman?" från filmen Frost, som del av Disney Channel Circle of Stars. En månad senare hade Disney-produktionen How to Build a Better Boy premiär, med låten "Stand Out" insjungen av Carpenter. På senhösten samma år presenterades hennes första jullåt – "Silver Nights".

### 2015–2017:Eyes Wide OpenochEvolution
I januari 2015 släpptes "We'll Be the Stars". Den var första singel till hennes kommande debutalbum Eyes Wide Open (lanserad 14 april samma år) och nådde plats 43 på Billboard 200-listan. Albumet har beskrivits som i första hand "tonårspop" med element av folkpop. Enligt Billboard sålde albumet drygt 12 000 exemplar under sin första vecka. Det rönte positiva recensioner och vann två Radio Disney Music Awards-priser. Därefter följde en andra singel – "Eyes Wide Open". Under augusti framträdde Carpenter vid D23 Expo. Vid årets slut kom Carpenters andra julsingel, "Christmas the Whole Year Round".

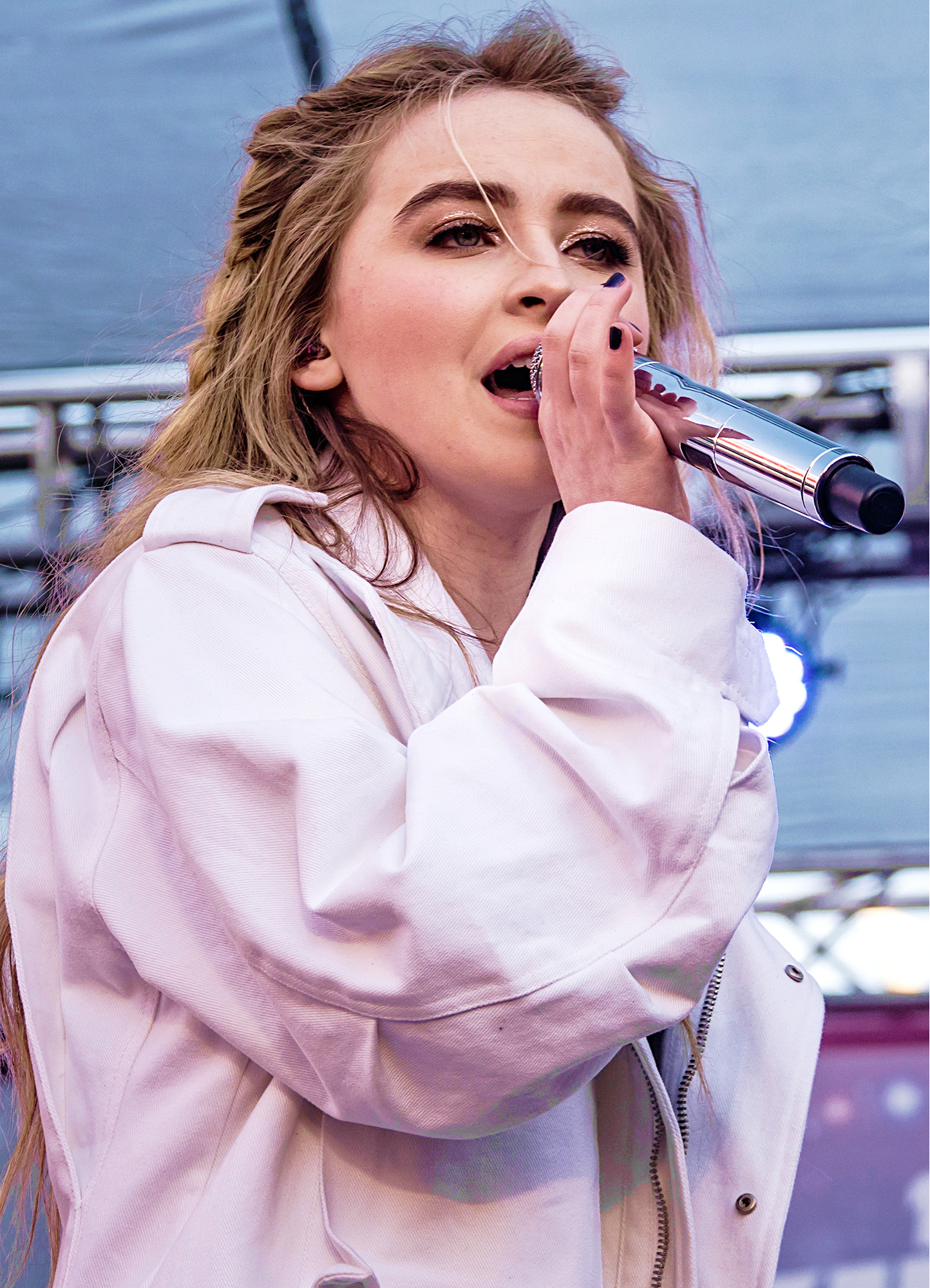
Carpenter på scen 2016, vid den årliga "Jingle Ball"-konserten på Staples Center i Los Angeles.

Carpenter presenterade i februari 2016 singeln "Smoke and Fire". Hon framträdde med sången under det årets upplaga av Radio Disney Music Awards. I juni samma år spelade hon huvudrollen i Disney Channel-filmen Uppdrag: Barnvakt, vid sidan av Sofia Carson. De två sjöng duett för signaturmelodin "Wildside". Senare under 2016 syntes hon på scen som del av Pasadena Playhouse-pjäsen Peter Pan and Tinker Bell: A Pirate's Christmas. Under augusti månad var hon toppnamn under musikfestivalen Bethlehem's Musikfest. Hon började också delta i produktionen av TV-serien Milo Murphy's Law som rösten åt "Melissa Chase".
I oktober 2016 släpptes Carpenters andra studioalbum, Evolution. Det debuterade på Billboard 200-listan på 28:e plats och sålde 13 000 exemplar under den första veckan. Till albumet lanserades de båda singlarna "On Purpose" och "Thumbs"; den förstnämnda nominerades till en Radio Disney Music Award, medan den senare kom att nå först guld- och senare platinastatus. Som del av marknadsföringen av albumet släpptes även "All We Have Is Love" och "Run and Hide" som "promotionsinglar". Carpenter framträdde på både The Today Show och The Late Late Show with James Corden med "Thumbs". Under hösten inledde hon sin första egna konsertturné, "Evolution Tour".
Under mars 2017 sjöng Carpenter in signaturmelodin för Disney Channel-serien Andi Mack. Två månader senare syntes hon på singeln "Hands" från The Vamps och Mike Perry. I juli släppte Carpenter singeln "Why", vilken nådde plats 21 på Billboards Bubbling Under Hot 100-lista. Singeln nominerades även till en Radio Disney Music Award. Under sommaren detta år påbörjade Carpenter sin andra egna turné, "De-Tour"-turnén. Hon inledde även för Ariana Grande på dennas Dangerous Woman Tour i São Paulo.
I december släppte Carpenter en cover av "Have Yourself a Merry Little Christmas". Under året hade hon även släppt singlar med coverversioner av "Sign of the Times" och "You're a Mean One, Mr. Grinch" med sångerskan Jasmine Thompson respektive violinisten Lindsey Stirling.

### 2018–2020:Singularoch filmer
I mars 2018 kom singeln "Alien", producerad tillsammans med den engelske diskjockeyn Jonas Blue. Sången nådde första plats på USA:s Dance Club Songs-listan och plats 12 på Dance/Electronic Songs-listan. Duon framträdde med sången på pratshowen Jimmy Kimmel Live!. I maj inkluderades Carpenter i listan "25 Gen Z'ers Changing the World" i tidningen Nylon. Under september syntes Carpenter i filmen The Hate U Give, baserad på romanen med samma namn av Angie Thomas.

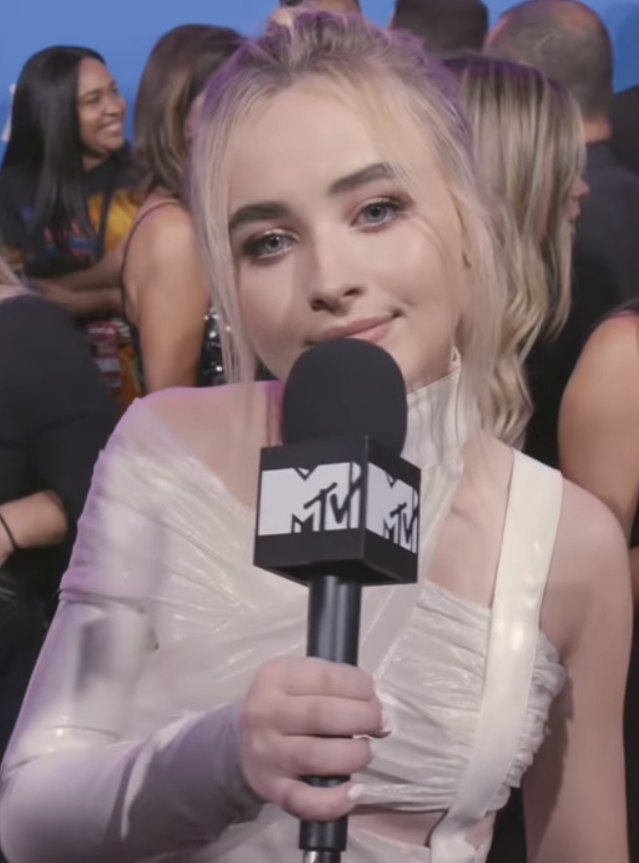
Carpenter under 2018 års upplaga av MTV Video Music Awards.

9 november 2018 släpptes Carpenters tredje studioalbum, Singular: Act I. Det var planerat som ett album men kom slutligen att delas upp på två, med del två inplanerad till tidigt 2019. Albumet beledsagades av de två singlarna "Almost Love" och "Sue Me", vilka bägge nådde första plats på Dance Club Songs-listan i USA. Dessförinnan hade man släppt två promotion-singlar: "Paris" och "Bad Time". Carpenter medverkade i samband med albumsläppet på både The Today Show och Live with Kelly and Ryan.
I mars 2019 inleddes Carpenters tredje egna konsertturné, "Singular Tour"-turnén. Samma månad hördes hon och Farruko på Alan Walker-singeln "Oh My Way". I juni hade hon huvudrollen i dramafilmen The Short History of the Long Road. Filmen hade sin världspremiär på Tribeca-filmfestivalen, och Carpenters bidrag till filmen fick positiv kritik i pressen.
19 juli 2019 kom till slut Carpenters fjärde studioalbum, det ovannämnda Singular: Act II. På albumet utforskade Carpenter mer personliga ämnen än på sina tidigare skivor, inklusive runt ångest och självreflektion. Bland promotion-singlarna inför albumet kan nämnas "Pushing 20" (med hänsyftning till hennes ålder), "Exhale" och "In My Bed". I marknadsföringen av albumet medverkade hon serien av sommarkonserter arrangerat av Good Morning America, och hon släppte dessutom promotion-singeln "I'm Fakin'". I september samma år syntes Carpenter i Netflix-produktionen Tall Girl.
I februari 2020 släppte Carpenter en R&B-singel med titeln "Honeymoon Fades". En månad senare gjorde hon sin Broadway-debut i scenversionen av Mean Girls. Föreställningen tvangs dock inom kort lägga ner på grund av nedstängningen i samband med covid-19-pandemin. Hon hann dessförinnan delta i två visningar av pjäsen. I maj framträdde hon med "Your Mother and Mine" på ABC-specialprogrammet The Disney Family Singalong Volume II. Hon fick en återkommande roll i TV-serien Royalties, där hon sjöng låten "Perfect Song" till soundtrackalbumet.
Under juli samma år släpptes sången "Let Me Love You" för Netflix-filmen Work It, där Carpenter både syntes framför och bakom kameran (i rollen som exekutiv producent). På filmens soundtrack hördes även Zara Larssons "Wow", vilket ledde till att Carpenter även blev inblandad i remix-versionen av denna sång som släpptes två månader senare. I oktober hade Carpenter huvudrollen i Disney+-produktionen Clouds, vilken var baserad på Zach Sobiechs liv. Carpenter bidrog även till filmmusiken. Hennes position inom den amerikanska underhållningsbranschen markerades i december av att hon var ett av namnen i affärstidningen Forbes' "30 Under 30"-lista i segmentet för Hollywood och underhållning.

### 2021–2023: Erkännande medEmails I Can't Send
I januari 2021 offentliggjorde Carpenter att hon skrivit kontrakt med Island Records, del av Universal Music Group. Hennes första singel på det nya bolaget, "Skin", kom samma månad. Låten nådde platserna 48 respektive 33 på Billboard Hot 100- och Billboard Global 200-listorna, hennes första notering på endera listan. Carpenter framträdde med sången på The Late Late Show with James Corden och vid den 34:e årliga GLAAD Media-galan. I september samma år syntes hon på den tredje upplagan av Savage X Fenty Show hos Prime Video. Singeln "Skinny Dipping", hennes första singel från det kommande femte studioalbumet, släpptes samma månad. Uppföljaren "Fast Times" dröjde dock till februari året därpå; samma månad syntes hon även i filmen Tall Girl 2. I maj 2022 syntes Carpenter för en stor publik i Amazon Studios' film Emergency, som tidigare under året haft premiär på Sundance Film Festival.

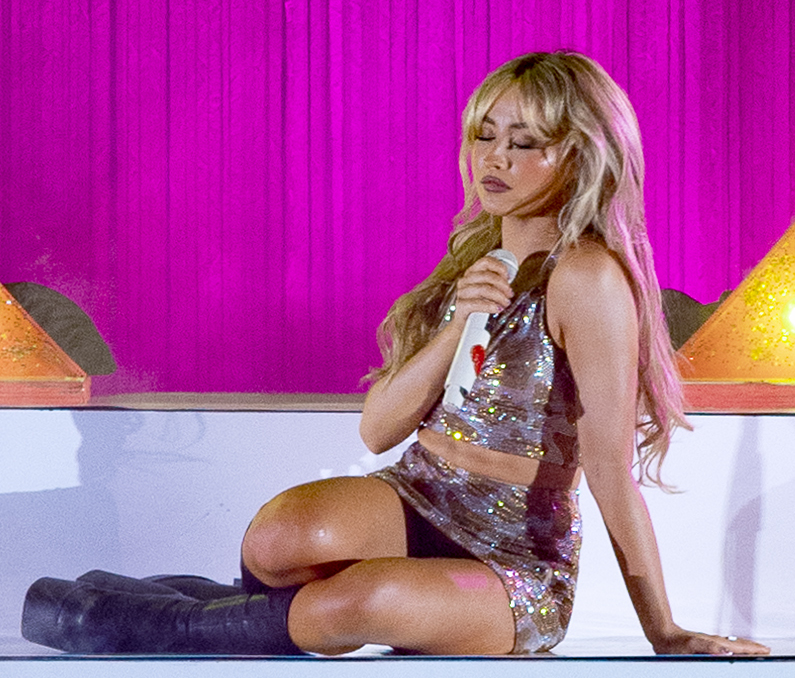
Carpenter på scen under Emails I Can't Send-turnén, 2022.

Den 15 juli 2022 släpptes Carpenters femte studioalbum Emails I Can't Send. Det debuterade på plats nummer 23 på Billboard 200-listan och såldes under första vecvkan i 18 000 exemplar. Tre singlar kompletterade albumet, i form av "Vicious", "Because I Liked a Boy" och "Nonsense". I september inleddes albumturnén. "Nonsense", albumets femte singel, blev viral på Tiktok på grund av Carpenters sexuellt suggestiva avslutning vid scenframträdanden med låten. Låten nådde plats 56 på Hot 100-listan och blev certifierad som platina av RIAA.
I mars 2023 släpptes en deluxe-version av Emails I Can't Send. Ett av bonusspåren, "Feather", kom i augusti samma år som den sista singeln från albumet; singeln nådde plats 21 på Billboard Hot 100. Den beledsagande musikvideon, som släpptes i oktober och polariserade kritikerna genom våldsamma inslag, hade spelats in i Blessed Virgin Mary Catholic-kyrkan i Brooklyn i New York. Kyrkans ansvarige bad om ursäkten för tillståndet till inspelningen, eftersom man inte varit medvetna om videons innehåll. Biskopen Robert J. Brennan sade upp den ansvarige pastorn från sin tjänst och höll en förlåtelsegudstjänst för att återställda kyrkans helighet. En vidare undersökning runt fallet uppdagade fakta som ledde till ett rättsligt åtal emot New Yorks borgmästare Eric Adams.
Carpenter fungerade som förakt vid ett antal konserter i Latinamerika, Australien och Singapore under Taylor Swifts Eras-turné under 2023 och 2024. Hon släppte en cover av Swifts "I Knew You Were Trouble" via Spotify och beskrev sina erfarenheter under turnǻen som "en barndomsdröm som besannats". Den 17 november 2023 släpptes en EP med julmotiv betitlad Fruitcake, bland annat innehållande "A Nonsense Christmas" som släppts som singel ett år tidigare.

### Från 2024:Short n' SweetochMan's Best Friend
I mars 2024 medverkade Carpenter på singeln "You Need Me Now?", producerad av den norska singer-songwritern Girl in Red. Den 11 april släpptes Carpenters egen singel "Espresso", vilken hon framträdde med på Coachella Valley-festivalen dagen därpå. "Espresso" toppade Billboard Global 200-listan och nådde plats nummer 3 på Billboard Hot 100; senare vann den MTV Video Music Award som årets sång. Vid årets slut var "Espresso" den näst mest strömmade låten på Spotify med 1,6 miljarder strömningar. Carpenter följde upp detta med "Please Please Please" i juni, hennes andra internationella listetta och den första som nådde första plats på Billboard Hot 100. Med dessa två sånger blev hon den första kvinnliga artist att noteras med platserna 1 och 2 på den brittiska singellistan tre veckor i rad.

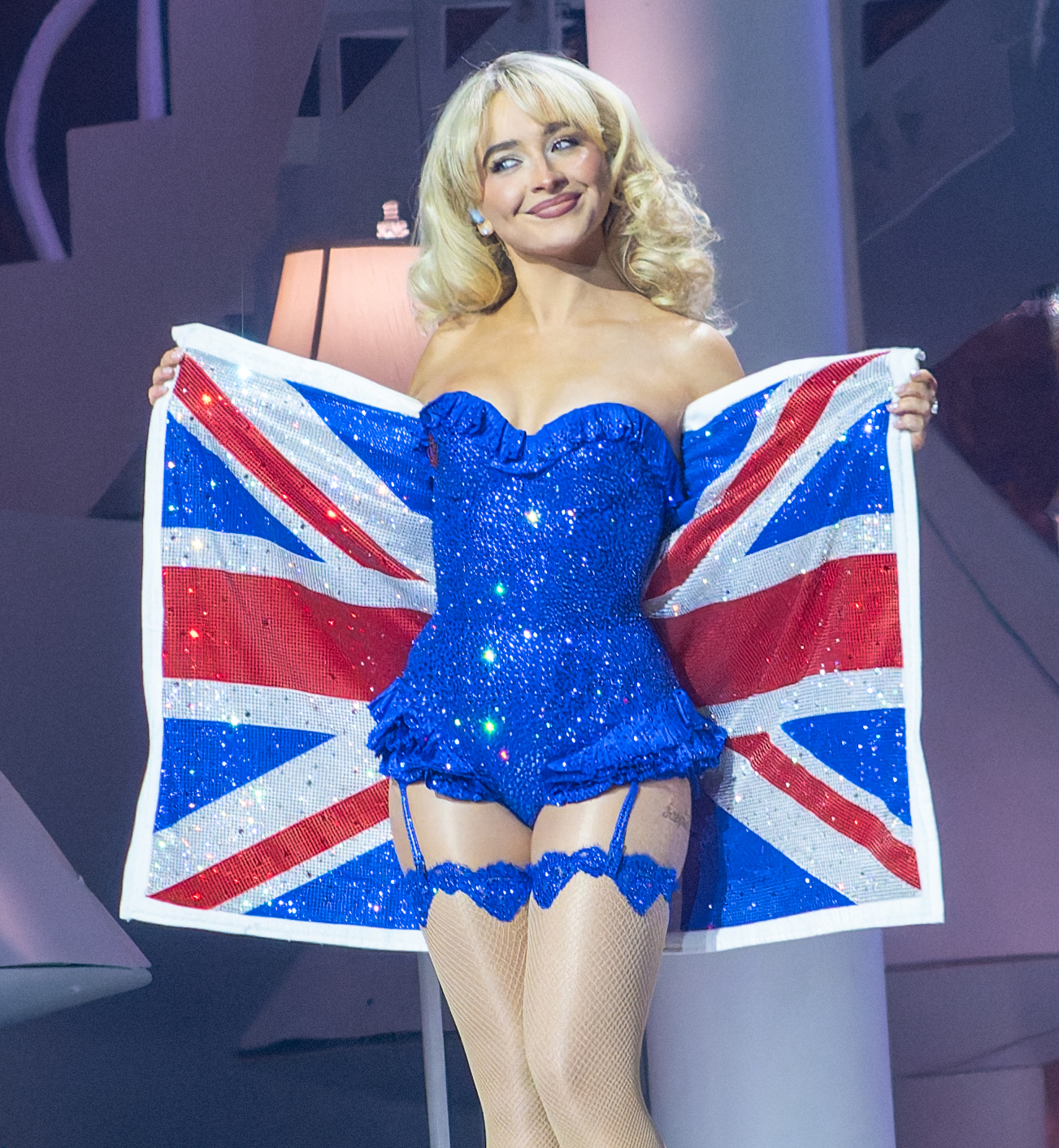
Carpenter under konsert på O2-arenan i London 2025, under sin Short n' Sweet-turné.

Den 23 augusti släpptes Carpenters sjätte studioalbum, Short n' Sweet. Skivan debuterade på första plats på Billboard 200 och sålde 362 000 enheter under första veckan. Alla tolv spåren nådde platser på Billboard Hot 100-listan. Efter årets slut fick Carpenter sex nomineringar till den årliga Grammy-galan, där hon vann för Best Pop Vocal Album och för "Espresso" som Best Pop Solo Performance. Albumets tredje singel "Taste" debuterade på plats två på Billboard Hot 100-listan, vilket innebar den första gången ett albums tre första singlar nått topp-5 på Billboard Hot 100 sedan The Beatles' dagar. Dessa tre singlar blev kvar på topp-10 i sju veckor i sträck, ett rekord för en kvinnlig artist. Carpenter blev också den första artisten på 71 år att ta hand om förstaplatsen på den brittiska singellistan under ett kalenderår, och "Taste" blev 2024 års mest långvariga listetta i Storbritannien. En deluxe-version albumet, inklusive en duett-version av "Please Please Please" med Dolly Parton samt ytterligare fyra bonusspår, släpptes i februari 2025.
I september 2024 framträdde Carpenter på Christina Aguileras specialkonsert via Spotify, där Aguilera firade sitt debutalbums första 25 år. De två sjöng duett på "What a Girl Wants", vilket senare nominerades till en Webby Award. Samma månad påbörjades Short n' Sweet-turnén, Carpenters första konsertturné i arenaformat. Hon producerade och framträdde senare i en julspecial för Netflix betitlad A Nonsense Christmas with Sabrina Carpenter, med duetter tillsammans med bland andra Chappell Roan, Tyla och Shania Twain.
5 juni 2025 presenterades singeln "Manchild". Den debuterade på Billboard Hot 100-listan på första plats, som andra Billboard Hot 100-etta och den första som gjort det under första veckan. Hennes sjunde studioalbum, Man's Best Friend, släpps den 29 augusti. Offentliggörandet av albumomslaget, med Carpenter på alla fyra och en anonymiserad man som håller i hennes hår, ledde till stor uppmärksamhet och ansenlig kritik. En del såg bilden som kvinnoförnedrande, medan andra menade att den var provokativ och satirisk.

## Stil och artisteri

### Influenser
Carpenter har nämnt R&B som en genre som ofta påverkat hennes låtskrivande. Hon har även nämnt Christina Aguilera och Rihanna som sina största musikaliska influenser. Carpenter menade att Aguileras sång "Beautiful" från 2002 hjälpt henne att "lyfta fram och utveckla sin egen röst". Hon har också omnämnt Aretha Franklin, Whitney Houston och Etta James som tidiga musikaliska inspirationskällor, och hon har sagt att Beyoncé varit hennes genreöverskridande influens.

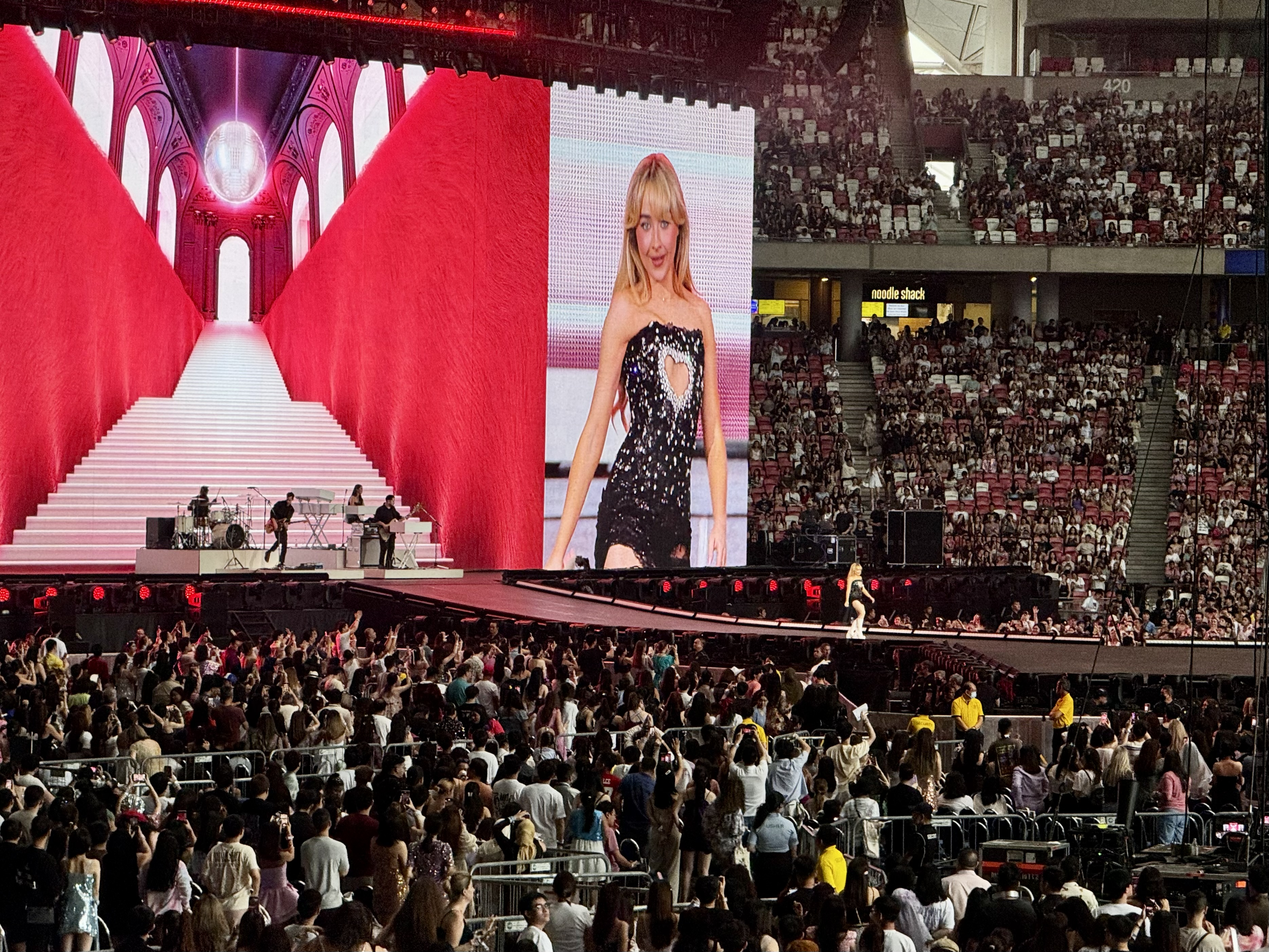
Carpenter som öppningsakt för Taylor Swift under dennas Eras-turné 2024.

Som stora influenser vad gäller låtskrivande har hon nämnt Taylor Swift och Lorde. Carpenter menar att Swifts konsertframträdanden och arbetsmoral inspirerat henne. I en intervju med Rolling Stone berättade Carpenter att Madonna, Britney Spears, Mariah Carey och Aguilera tillhörde de artister som introducerat henne för popmusik.
2018 sa Carpenter att hon beundrade Ariana Grande. Carpenters musik och image har i medierna ofta jämförts med Grandes.

### Musikalisk och scenisk stil
Tidigt i sin karriär förknippades Carpenter ofta med tonårspop. Senare har hon mer kommit att anamma popmusik. Variety-skribenten Thania Garcia menar att Carpenter "länge betraktades som en Disney-prinsessa, men hennes utveckling från barnskådespelare  till popstjärna […] har varit långsam men stabil och målmedveten". Carpenter har känt att hennes omvandling från Disney-stjärna varit svår, men I.D.-skribenten Barry Pierce menar att hon sedan dess blivit mer självständig. Carpenter sa i en intervju med Vogue att hennes "tidigare musik lyfte fram en sida av henne som vid den tiden inte kändes autentisk för henne". Carpenters scennärvaro har fått beröm.
Carpenters album innehåller inslag av folkpop, akustisk musik, country, syntpop och house. Hennes album efter 2018 har utforskat stilar som danspop, trap, hiphop och R&B. I en intervju från 2024 med Variety förklarade Carpenter att hon kände sig distanserad från sina album från 2010-talet och att hon efter covid-19-pandemin var en annan människa och artist än före pandemin. Alex Hopper har i musiktidningen American Songwriter noterat att Carpenters sånger tydligt kännetecknas av markerat berättande. Hennes röst har beskrivits som sopran.
Carpenters musik innehåller ofta kritik mot toxiskt manligt beteende, samtidigt som både musik, videor och scenframträdanden på senare år fått allt fler sexuella antydningar. Under "Short n' Sweet"-turnén avslutade hon oftast låten "Juno" med ett iscensättande av någon typ av samlagsställning (olika varje gång), något som väckt stor uppmärksamhet. Marknadsföringen av det kommande (2025) sjunde studioalbumet Man's Best Friend har vållat kontroverser på grund av albumomslagets BDSM-relaterade ikonografi (som av en del setts som antifeministisk). Albumet har föregåtts av singeln "Manchild", där hon i musikvideon både bär tydligt sexualiserande kläder och visar fram missnöje med olika slags manliga uttryck. Carpenter har förklarat de olika sexuella inslagen med att de blivit kommersiellt framgångsrika och att hon anser att kvinnliga artister blir orättvist straffade för gränsöverskridande material. Kvinnliga artister med snarlikt provokativa inslag under sina respektive karriärer är Madonna ("Like a Virgin", Erotica), Britney Spears och Christina Aguilera, Rihanna ("S&M") och Miley Cyrus ("Wrecking Ball").

### Låtskrivande
Carpenter har skrivit de flesta av sina sånger ihop med andra låtskrivare. Endast två låtar på Emails I Can't Send har endast Carpenter som upphovsperson, men hon har sagt i intervjuer att hon i regel är den huvudsakliga låtskrivaren. Hon föredrar att inleda låtskrivandet genom att fastställa en låttitel och arbeta vidare därifrån, och hon inkluderar flitigt sina livserfarenheter i texterna. Producenten Jack Antonoff, som arbetade med Carpenter på hennes album Short n' Sweet, uppskattar hennes sätt att väva in humor i både musiken och låttexterna.
Carpenter har även arbetat med musiken på ett antal av sina låtar, inklusive på "Espresso" och "Please Please Please". Hon bidrar också med instrumenteringen och har en del kunskaper om piano, elbas, ukulele, gitarr och trummor. Under Short n' Sweet-turnén spelade hon gitarr på scenen, och hon spelade både piano och elgitarr under sitt framträdande på Coachella-festivalen 2024.

## Andra aktiviteter och privatliv
Sabrina Carpenter ägnar sig både åt välgörenhet och tjänar sidoinkomster genom marknadsföring av diverse varumärken. Bland hennes välgörenhetsinsatser finns den som ambassadör för Ryan Seacrest Foundation (som deras "ambassadör" sedan 2016) och större bidrag åt Amerikanska Röda Korset. Genom sin karriär har Carpenter på olika sätt stött HBTQ-relaterade verksamheter, och 2020 medverkade hon i en stödgala för Läkare utan gränser. Under 2024 deltog hon i en satsning för att förmå folk att gå och rösta i presidentvalet, och i början av Donald Trumps andra presidentskap lyfte hon möjligheterna att ge bidrag till National Immigration Law Center (en organisation som stödjer invandrares rättigheter i USA).
Varumärken och evenemang som Carpenter gjort reklam för inkluderar Aéropostale, Samsung, 2024 års olympiska sommarspel, Dunkin' Donuts och Fortnite.
Carpenters dejtingliv har från och till uppmärksammats av större medier. Det inkluderar kortare eller längre relationer med skådespelaren Bradley Steven Perry, sångaren Shawn Mendes och den irländske skådespelaren Barry Keoghan.
2023 köpte Carpenter ett hus i Hollywood Hills för 4,4 miljoner dollar. Sedan 2018 äger hon också ett hus i Los Angeles-området Northridge. Hon har sedan 2022 även hyrt en lägenhet i New York.

## Produktioner

### Filmografi[194]

#### Bio- och TV-filmer
- Noobz (2012) – som "Brittney"
- Gulliver Quinn (2012) – TV-film; "Iris"
- The Unprofessional (2012) – TV-film; "Harper"
- Horns (2013) – "Merrin Williams, 13"
- Uppdrag: Barnvakt (2016) – TV-film; "Jenny Parker"
- The Hate U Give (2018) – "Hailey"
- The Short History of the Long Road (2019) – "Nola"
- Tall Girl (2019) – Netflix-film, "Harper Kreyman"
- Work It (2020) – "Quinn Ackerman"
- Clouds (2020) – "Sammy Brown"
- Emergency (2022) – "Maddy"
- Tall Girl 2 (2022) – Netflix-film; "Harper Kreyman"

#### TV-produktioner i övrigt
- Law & Order: Special Victims Unit (2011) – avsnittet "Possessed"; som "Paula"
- Phineas & Ferb (2012) – röstroll i avsnittet "What a Croc!"; "flicka"
- Sofia den första (2013–2018) – "prinsessan Vivian"
- The Goodwin Games (2013) – fem avsnitt; unga "Chloe Goodwin"
- Orange Is the New Black (2013) – avsnittet "Fucksgiving"; "Jessica Wedge"
- Austin och Ally (2013) – avsnittet "Moon Weed & Mentors"; "Lucy"
- Här är ditt liv, Riley (2014–2017) – huvudroll, 72 avsnitt; "Maya Hart"
- Radio Disney Family Holiday (2015) – TV-program; värd[195]
- Wander Over Yonder (2016) – röstroll i avsnittet "The Legend"; "Melodie"
- Walk the Prank (2016) – avsnittet "Adventures in Babysitting"; sig själv
- Milo Murphy's Law (2016–2019) – huvudröstroll, 40 avsnitt; "Melissa Chase"
- Soy Luna (2017) – två avsnitt; sig själv
- Mickey and the Roadster Racers (2018) – röstroll i avsnittet "Super-Charged: Pop Star Helpers"; "Nina Glitter"
- Punk'd (2020) – avsnittet "Rat Trap with Sabrina Carpenter"; sig själv
- Royalties (2020) – tre avsnitt; sig själv
- Saturday Night Live (2024) – avsnittet "Jake Gyllenhaadl/Sabrina Carpenter"; sig själv
- A Nonsense Christmas with Sabrina Carpenter (2024) – Netflix-julprogram; sig själv
- Saturday Night Live 50th Anniversary Special (2025) – NBC-specialprogram; själv själv, "Sophie"

### Teater
- Peter Pan and Tinker Bell: A Pirate's Christmas (2015) – Pasadena Playhouse; som "Wendy Darling"
- Mean Girls (2020) – August Wilson Theatre på Broadway; som "Cady Heron"

### Musik

#### Studioalbum
- Eyes Wide Open (2015)
- Evolution (2016)
- Singular: Act I (2018)
- Singular: Act II (2019)
- Emails I Can't Send (2022)[196]
- Short n' Sweet (2024)
- (kommande:) Man's Best Friend (2025)[197][198]

#### Konsertturnéer
- Evolution Tour (2016–2017[199])
- The De-Tour (2017[200])
- Singular Tour (2019[201])
- Emails I Can't Send Tour (2022–2023[202])
- Short n' Sweet Tour (2024–2025[203])